# 克娄巴特拉·塞勒涅二世
克娄巴特拉·塞勒涅二世（前40年12月25日—6年），古埃及托勒密王朝公主，埃及末代女王克娄巴特拉七世与罗马共和国后三头之一的马克·安东尼的唯一的女儿，埃及末代法老托勒密十五世同母异父的妹妹，埃及王子亚历山大·赫利俄斯的孪生姐妹，名义上的昔兰尼加和利比亚女王（前34年-前30年在位），努米底亚和毛里塔尼亞国王尤巴二世的妻子和共治女王（约前26年-6年在位）。

## 名字
在克娄巴特拉·塞勒涅的名字中，第一个名字克娄巴特拉是其母亲克娄巴特拉七世的名字，也是托勒密王朝许多女王的名字。第二个名字塞勒涅在希腊语中是月亮的意思，也是希腊神话中月亮女神的名字。她之所以获得“塞勒涅”的名字是因为她与亚历山大·赫利俄斯是雙胞胎，而希腊神话中太阳神赫利俄斯（亚历山大·赫利俄斯的第二个名字）与月神塞勒涅也是雙胞胎，克娄巴特拉与亚历山大正是神话的现实版本。由于在她之前已经有一位名叫克娄巴特拉·塞勒涅的托勒密埃及女王（即克娄巴特拉·塞勒涅一世），为了区分，她被史学家列为“克娄巴特拉·塞勒涅二世”。

## 生平

### 埃及公主
公元前40年12月25日，克利奥帕特拉·塞勒涅（以下简称塞勒涅）出生于托勒密埃及的首都亚历山大里亚，同一天出生的还有她的孪生兄弟亚历山大·赫利俄斯。她母亲克利奥帕特拉七世为古希腊人，父亲马克·安东尼为古罗马人，所以她是希腊和罗马的结晶，没有丝毫古埃及人的血统。她出生时父母还没有结婚，所以她是私生女。
塞勒涅在亚历山大里亚成长并受教育。前37年，其父安东尼东征帕提亚归来，宣布休掉妻子小屋大薇，并与女王按照埃及的习俗结婚，两人又生了一个儿子，即塞勒涅的幼弟托勒密·费拉德尔甫斯。前34年，安东尼东征亚美尼亚归来，宣布把罗马共和国东方的领土全部增给女王和他们俩的孩子，此举被称为“亚历山大里亚奉献”，塞勒涅分到了昔兰尼加和利比亚，成为这两个地方的名义上的女王。

### 罗马俘虏

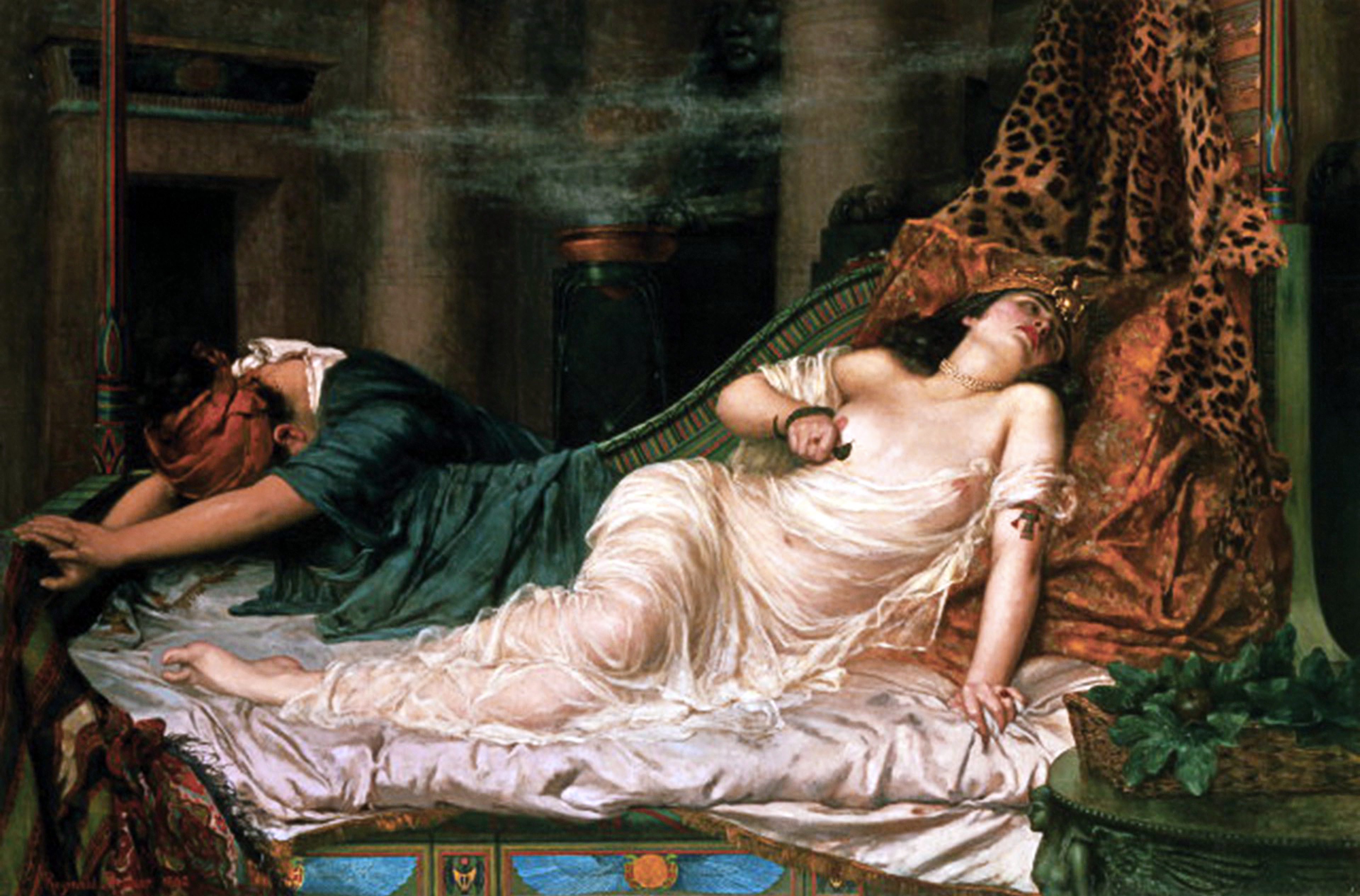
克利奥帕特拉之死（雷金纳德·亚瑟画）

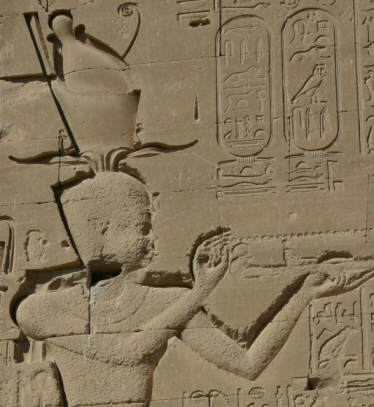
大哥恺撒里昂

安东尼的举动激怒了罗马人，屋大维（后来的首位罗马皇帝奥古斯都）乘机鼓动元老院向埃及宣战。前31年，在希腊的亚克兴海战中，安东尼和女王的联军失利，败退回亚历山大里亚。屋大维乘胜率军攻入埃及本土。前30年8月1日，罗马军破城之前，安东尼自杀。同一天，屋大维的军队攻克亚历山大里亚，这一天标志着托勒密埃及被并入罗马共和国的版图。8月12日，女王也自杀身亡，随安东尼而去。
塞勒涅和她的三个兄弟成为了屋大维的俘虏。在同年8月份的一天，屋大维处死了塞勒涅的长兄、其母与尤利乌斯·恺撒之子、埃及末代法老托勒密十五世（恺撒里昂），但包括塞勒涅在内的女王与安东尼的三个子女免于一死。屋大维把他们用黄金锁链锁住，带回共和国首都罗马（今意大利首都罗马），在他的凯旋仪式上游行示众，炫耀他的胜利。
屋大维把三个孤儿交给胞姐小屋大薇抚养。小屋大薇成为他们的监护人，她是屋大维的第二个姐姐（唯一的同父同母的姐姐），也是安东尼的前妻。

### 女王生涯

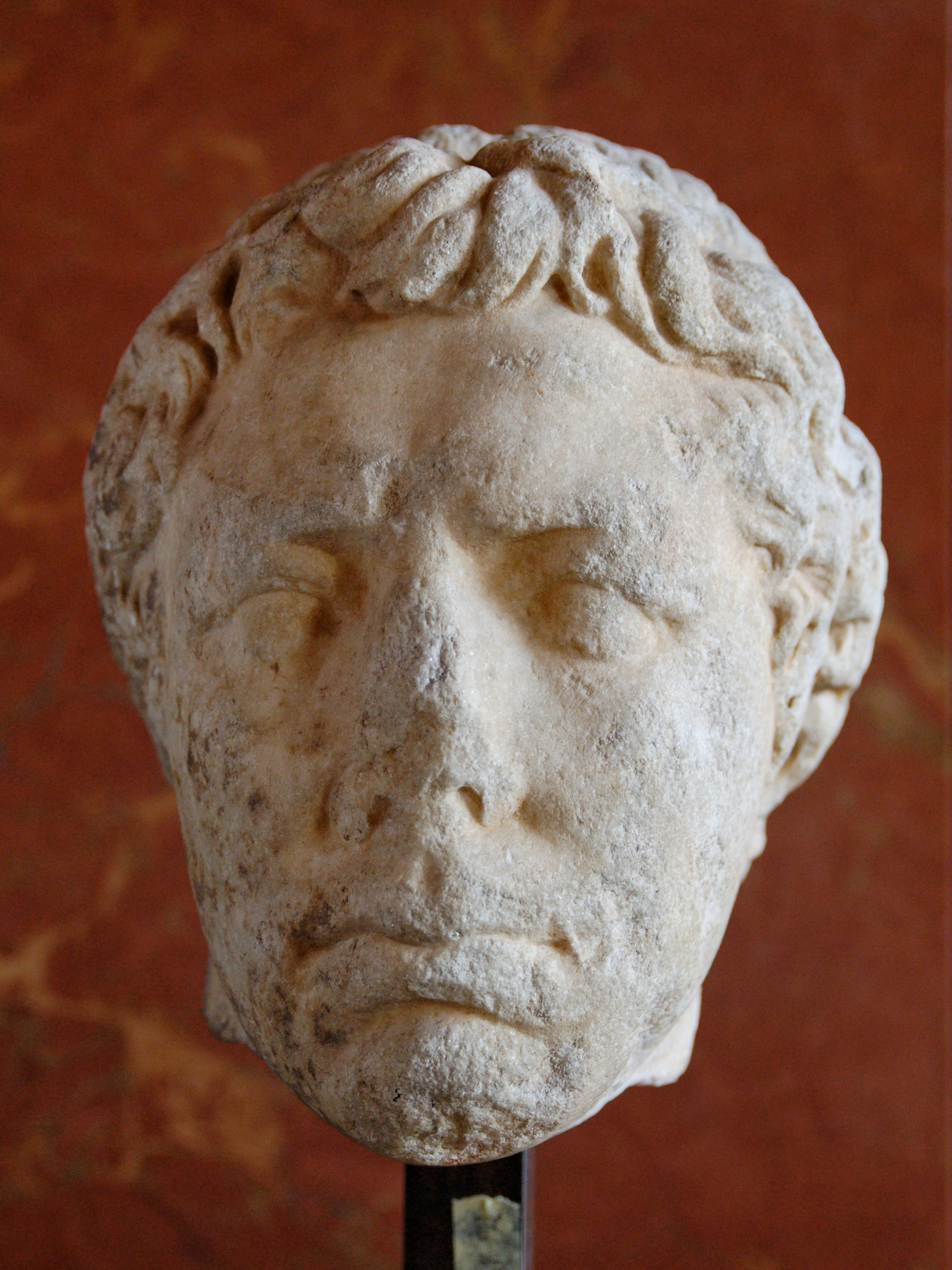
丈夫尤巴二世

屋大维后来成为罗马帝国第一位皇帝，称奥古斯都。在前26年到前20年之间，奥古斯都把塞勒涅嫁给了在罗马的阿非利加的努米底亚国王尤巴二世。奥古斯都皇帝给塞勒涅巨额的嫁妆作为结婚礼物，并立她为努米底亚的女王，与夫君尤巴二世共治。作为回报，塞勒涅女王和尤巴王成为奥古斯都皇帝坚定的盟友。当时，塞勒涅的两个同胞兄弟亚历山大·赫利俄斯和托勒密·费拉德尔甫斯已经去世，可能死于疾病或者谋杀。
前20年，尤巴王和塞勒涅女王回到努米底亚进行统治，但是没多长时间，就爆发了反对他们统治的起义。努米底亚的当地人不赞成尤巴与罗马走得太近，更反对他在全国实行罗马化政策，于是纷纷起义，导致了内乱。
夫妇俩被迫离开努米底亚，来到毛里塔尼亞（在今摩洛哥北部和阿尔及利亚西部，非今日之毛里塔尼亚）继续进行统治。他们把新的首都约尔（古典拉丁文：Iol）改名为恺撒里亚（拉丁文：或，今阿尔及利亚歇尔谢尔），以向奥古斯都·恺撒 皇帝表示敬意。
据说，塞勒涅的夫君尤巴制定的政策很大程度上受她的影响。在她的努力下，毛里塔尼亞逐步繁荣起来，成为地中海商品出口和贸易的中心之一，是罗马帝国最发达的附属国之一。毛里塔尼亚的文化艺术也发展起来，恺撒里亚的建筑和雕刻（包括夫妇俩的陵墓）、还有另一座城市瓦利利（在今摩洛哥）的建筑，综合了古埃及、古希腊和古罗马的建筑风格。
公元后6年8月，塞勒涅女王驾崩，享年46岁，比她的母亲和三个兄弟都活得长久。

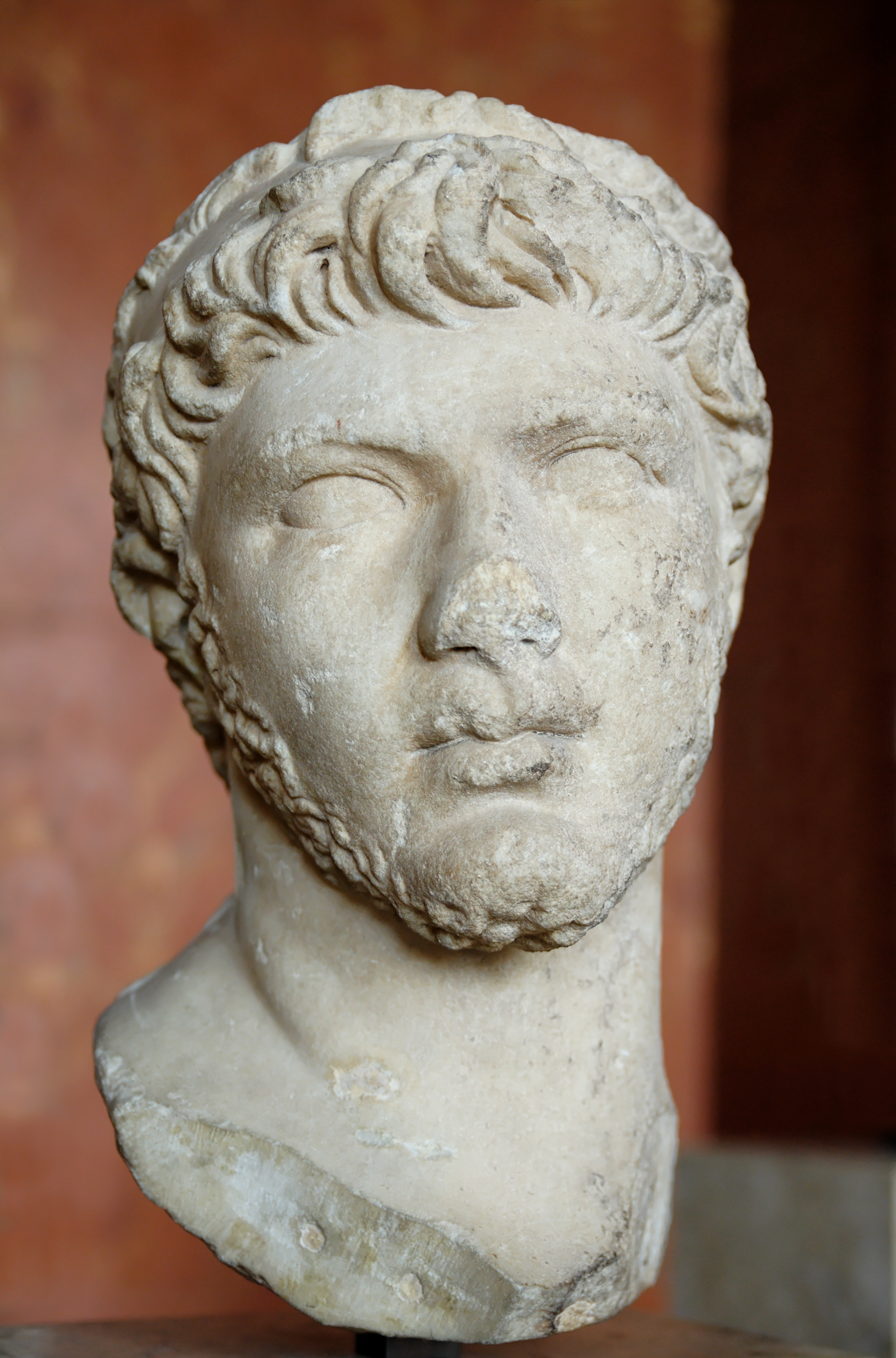
独子托勒密

塞勒涅和尤巴有一个可能存在的大女儿毛里塔尼亚的克娄巴特拉、独生子托勒密（前1年-40年在世）和小女儿德鲁塞拉（前5年出生）。
可惜的是，关于塞勒涅女王的生平没有尚存的细节资料。现存的钱币和纪念碑显示，塞勒涅女王对自己继承了托勒密王朝的遗产的观念如钢铁般坚定不移，虽然她忽视了她所继承的罗马遗产，但她对她所继承的埃及和希腊遗产充满了宗教般的虔诚和热爱，尤其是，她试图保留和延续托勒密王朝的传统。
克里纳戈拉西斯的一首讽刺短诗被认为是赞颂塞勒涅女王的：
月轮隐晦，日落而升，
遮掩她黑夜中的苦楚，
塞勒涅，与月神相同的美名，
无声无息，坠入地狱，
月光与她共有的美丽，
黑暗与死亡合而为一。

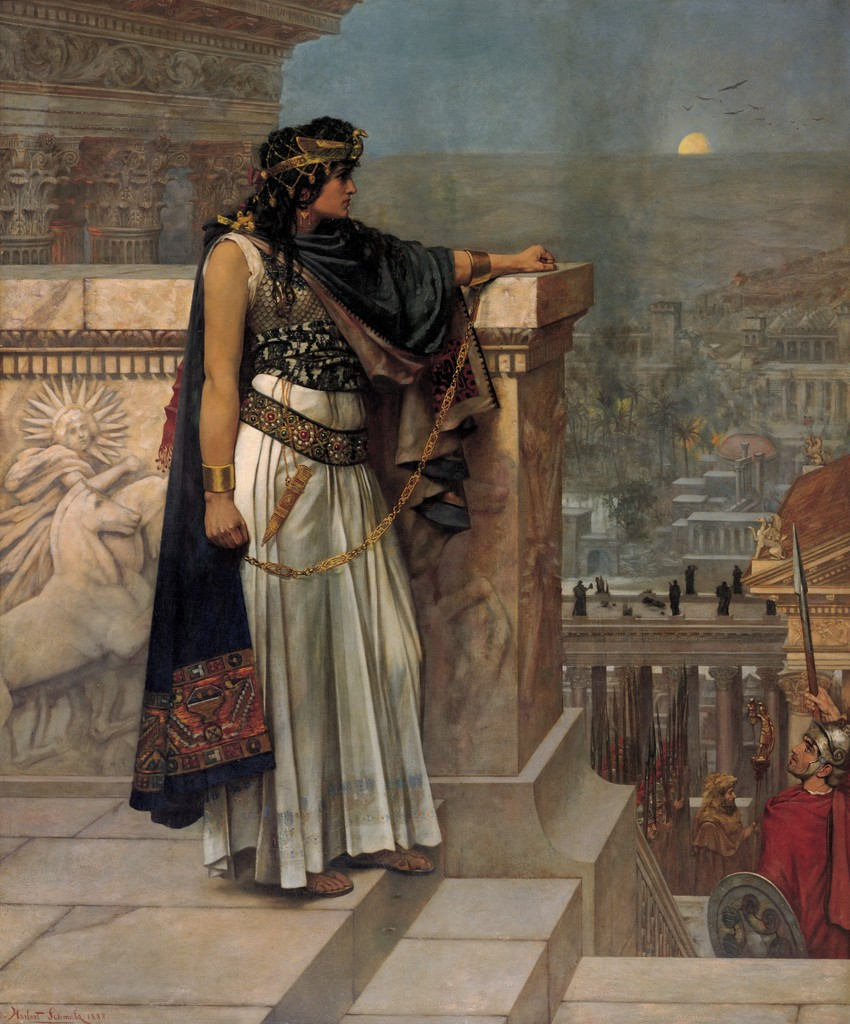
芝诺比娅女王

叙利亚巴尔米拉的女王芝诺比娅是塞勒涅女王的儿子毛里塔尼亚的托勒密王唯一的孩子德鲁塞拉的后代。塞勒涅女王在英国小说家罗伯特·格拉夫兹所著的关于罗马皇帝克劳狄乌斯的小说《朕，克劳狄乌斯》和《克劳狄乌斯神》中被提及。

## 家庭与婚姻
- 父亲：马克·安东尼
- 母亲：克利奥帕特拉七世
- 养母：小屋大薇（安东尼前妻）

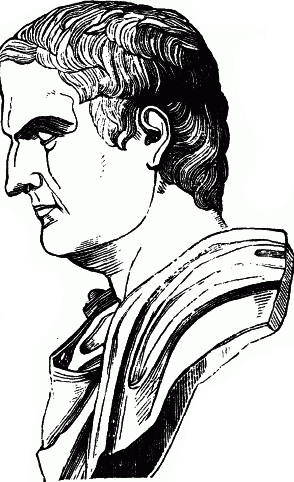
父亲安东尼

- 大哥：恺撒里昂（同母异父，克利奥帕特拉七世与尤利乌斯·恺撒之子）
- 兄弟：亚历山大·赫利俄斯（同父同母）
- 弟弟：托勒密·费拉德尔甫斯（同上）
- 妹妹：大安東尼婭（同父異母，安東尼與小屋大薇之女）
- 小妹：小安東妮雅（同上）
- 丈夫：尤巴二世
- 长女：毛里塔尼亚的克利奥帕特拉（存疑）
- 独子：毛里塔尼亚的托勒密（毛里塔尼亚王国末代国王，被卡利古拉杀害）
- 幼女：毛里塔尼亚的德鲁西拉 (前5年)（毛里塔尼亚公主）